# 似紅鰭片鱂脂鯉
似紅鰭片鱂脂鯉，為輻鰭魚綱脂鯉目脂鯉亞目鱂脂鯉科的其一種，分布於南美洲委內瑞拉馬拉開波湖及哥倫比亞東部淡水流域，體長可達16.4公分，棲息底層水域，生活習性不明。